# 木谷悦子

木谷 悦子（きたに えつこ、 ? 年8月24日 - 　）は、日本のハーモニカ奏者。
広島市生れ、大阪府立茨木高等学校、京都女子大学卒業後、高槻市役所に勤務。1993年偶然楽器店でクロマチックハーモニカと出会い練習を始めた。練習開始1年後の1995年には国内コンテストである「FIHジャパンハーモニカコンテスト」クロマチックジャズポピュラー部門で1位となり、1996年には世界大会である「ワールドハーモニカチャンピオンシップス」クロマチックジャズポピュラー部門で3位、翌1997年には同大会で優勝した。1998年には市役所を退職し、プロ奏者として活動を開始した。
2004年の中越地震のあと2005年5月から10月にかけて全国40か所でチャリティコンサートを行ない、山古志村元村長の長島忠美に義援金111万円を送った。この功労により2006年8月、北側国交相より感謝状を受けた。
主に関西を中心に演奏活動をするとともに、ハーモニカ教室やカルチャーセンターでクロマチックハーモニカ普及のための活動や指導にあたっている。

## アルバム
- 『桃花源』ネオプレックス ASIN B00007MGGI (2002年9月27日)

## 著作
- 『模範演奏・カラオケCD付 START!クロマチックハーモニカ』鈴木教育出版; 菊倍版（原著2007年11月24日）。ISBN 978-4884096045。
- 『絶対! うまくなる ハーモニカ100のコツ』ヤマハミュージックメディア（原著2013年5月26日）。ISBN 978-4636894769。